# Kärlek och björnjakt
Kärlek och björnjakt är en svensk lustspelsfilm från 1920 regisserad av Lau Lauritzen. 

## Handling
Greta imponeras av Glob som skryter om sitt mod vid björnjakter, men när två män klär ut sig i björnhudar visar det sig att han inte är så modig och Greta förälskar sig istället i en av de två männen.

## Om filmen
Filmen premiärvisades 30 augusti 1920 på biograf Palladium i Stockholm. Praktiskt taget hela filmen bestod av exteriörer som spelades in i Åre, interiörscenerna som förekommer filmades på Saltsjöbadens sommarrestaurant. Parallellt med inspelningen av filmen i Åre spelades även Flickorna i Åre in med Axel Hultman i huvudrollen.

## Rollista (i urval)
- Axel Hultman – Glob, brukspatron
- Ernst Eklund – Ture Bengtsson, ingenjör
- Richard Lundin – Överste Körner
- Sie Holmquist – Greta, hans dotter
- Nils Whiten – Frisk, kalfaktor
- Aage Bendixen – Herr Pålsson, nygift
- Ingeborg Udde – Fru Pålsson, nygift